# Kuwait Petroleum International
De Kuwait Petroleum International (KPI) of Q8  is de staatsoliemaatschappij van Koeweit en een van de grootste bedrijven ter wereld. Het is een dochteronderneming van Kuwait Petroleum Corporation (KPC).
Het bedrijf houdt zich bezig met onderzoek, oliewinning, raffinage, blending, marketing, verkoop en logistiek rond aardolieproducten. Sinds 1986 worden de producten vooral onder de merknaam Q8 verkocht. Andere merknamen binnen de groep zijn Q8Oils, Roloil, Q8 Easy en Tango.

## Ontstaan
Koeweit verkreeg haar volledige onafhankelijkheid in 1961, maar de oliebronnen waren volledig in buitenlandse handen. De twee aandeelhouders in de Kuwait Oil Company (KOC) waren BP en Gulf Oil. Zij hadden dit bedrijf in 1934 opgericht om hun belangen te coördineren en gaven hiermee ook hun onderlinge strijd voor olie in het gebied op. De regering wilde meer zeggenschap over de olie en in oktober 1972 werd een akkoord getekend waarbij de staat Koeweit een aandelenbelang kreeg van 25% in KOC en in 1973 zou het belang worden uitgebreid tot 51%. De eerste oliecrisis bracht de zaak in een stroomversnelling en in 1974 kreeg de regering al 60% van de aandelen in handen en de laatste 40% in december 1975. In 1980 besloot de regering alle nationale oliebelangen onder te brengen in een bedrijf, de Kuwait Petroleum Corporation (KPC).

## Activiteiten
Het bedrijf houdt zich bezig met onderzoek, oliewinning, raffinage, blending, marketing, verkoop en logistiek rond aardolieproducten. De belangrijke dochteronderneming KOC produceert op dagbasis zo'n 3 miljoen vaten olie. Het beschikt over een eigen vloot van olietankers. Ongeveer de helft van de ruwe aardolie wordt in eigen raffinaderijen verwerkt tot olieproducten of tot grondstoffen voor de petrochemische industrie. Een deel van de olieproducten worden via een eigen netwerk van tankstations verkocht aan de consument.

## Vestigingen in Nederland en België
De raffinaderij in Rotterdam Europoort is per 1 februari 2016 eigendom van Gunvor. In Nederland zijn er 80 bemande Q8-tankstations (oktober 2014) en in België 404. Het grote aandeel op de Belgische markt komt door de overname van de Belgische BP-vestigingen in 1998 en de Aral-stations in 1999. Toch heeft Q8 door de jaren heen veel tankstations gesloten daar deze in woonwijken en onder appartementsgebouwen lagen. Zoals zijn concurrenten, heeft Q8 ook een netwerk van onbemande servicestations, genaamd Q8 Easy. Hiervan zijn er 3 in Nederland. Tot medio 2013 had Q8 nog circa 150 bemande tankstations. Deze worden bijna allemaal omgebouwd tot onbemande Tango tankstations. De naam Q8 zal dan vrijwel geheel uit Nederland verdwijnen.
In België heeft Q8 in een samenwerkingsverband met Delhaize Shop'n Go opgericht. Dit is een kleine convenience store waar vooral verse, praktische kant en klare en "on the road"-producten worden verkocht. Maar ook binnen autoproducten bieden deze een uitgebreid gamma aan. Ze hebben ruime openingsuren en zijn vaak gecombineerd met een Panos Corner-broodjeszaak. De onbemande tankstationketen van Tango is sinds 2004 eigendom van Q8.
Op 20 januari 2011 maakte Kuwait Petroleum International bekend zijn hoofdvestiging voor de Europese markt te gaan vestigen in Nederland, meer bepaald in Den Haag. Dit bericht is door velen positief ontvangen vanwege de extra werkgelegenheid die dat oplevert.

## Q8 Easy

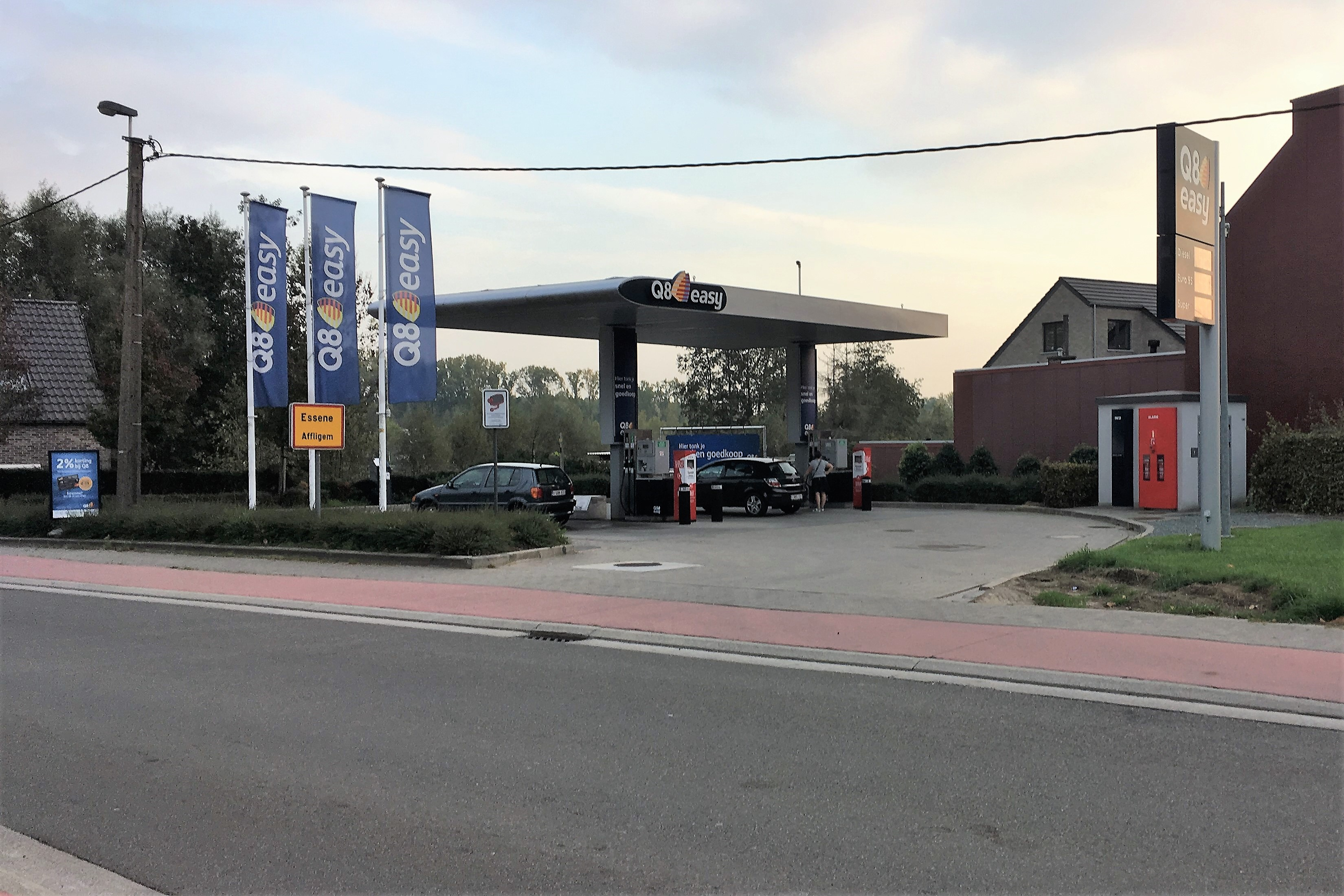
Q8 Easy-tankstation.

Q8 Easy is een keten van onbemande tankstations. Het maakt deel uit van Q8. De Q8 Easy-stations zijn in vele Europese landen aanwezig. Ze zijn gesitueerd op plaatsen waar veel automobilisten komen en waar snel tanken gewenst is.